# Parti du congrès du Botswana
Le Parti du congrès du Botswana (en anglais : Botswana Congress Party ; BCP) est un parti politique social-démocrate du Botswana. Fondé en 1998 à la suite d'une scission du Front national du Botswana (BNF), le parti attire plusieurs députés dissidents de ce parti en raison d'un conflit de direction impliquant le chef du BNF, Kenneth Koma.

## Histoire
Le Parti du congrès du Botswana (BCP) est fondé en 1998 par 11 députés dissidents du Front national du Botswana (BNF) et obtient dès sa fondation le statut d'opposition officielle à l'Assemblée nationale. Le président du parti, Michael Dingake, agit comme chef de l'opposition jusqu'à la dissolution de l'assemblée peu avant les élections générales de 1999. À ces élections, le BCP obtient 11,9 % des voix et ne conserve qu’un seul siège sur les 40 de l'assemblée. Aux élections du 30 octobre 2004, le parti obtient 16,6 % des suffrages et un siège sur 57. Le seul membre du BCP élu au parlement est Dumelang Saleshando, le fils du président du BCP de l'époque, Gilson Saleshando.
En 2009, le parti prend part aux élections dans le cadre d'un pacte avec le Mouvement de l'Alliance du Botswana (BAM). Les négociations visant à former une alliance avec le BNF s'avèrent quant à elles infructueuses.
Ces élections sont un succès décisif pour le parti qui obtient 19,2 % des suffrages exprimés et quatre sièges parlementaires. Avec ce score, il devient le troisième plus grand parti au pays. Le partenaire du pacte, BAM, obtient 2,3 % des voix. Malgré les sièges perdus en faveur du BCP, le BDP remporte suffisamment de circonscriptions au détriment du BNF pour que sa représentation globale augmente d'un siège. 
En mai 2010, le BCP et le BAM fusionnent sous le nom de BCP avec un nouveau symbole issu d'éléments des deux partis. Après la fusion, le BCP contrôle cinq sièges à l’Assemblée nationale.

## Historique électoral

### Assemblée nationale
| Élection | Chef                 | Votes   | %      | Sièges  | +/-           | Position              | Statut |
| -------- | -------------------- | ------- | ------ | ------- | ------------- | --------------------- | ------ |
| 1999     | Michael Dingake      | 40 096  | 11,90% | 1 / 40  | Nouveau       | Opposition            |        |
| 2004     | Otlaadisa Koosaletse | 68 556  | 16,62% | 1 / 57  | en stagnation | Opposition            |        |
| 2009     | Gilson Saleshando    | 104 302 | 19,15% | 4 / 57  | 3             | Opposition            |        |
| 2014     | Dumelang Saleshando  | 140 998 | 20,43% | 3 / 57  | 1             | Opposition            |        |
| 2019     | Dumelang Saleshando  | 112 479 | 14,57% | 11 / 57 | 8             | Opposition            |        |
| 2024     | Dumelang Saleshando  | 175 326 | 20,99% | 15 / 61 | 4             | Opposition officielle |        |